# علی مبخوت
علی مبخوت (زادهٔ ۵ اکتبر ۱۹۹۰) بازیکن فوتبال اهل امارات است که‌ برای تیم فوتبال الجزیره بازی میکند. 
وی به عنوان بهترین گلزن تاریخ تیم ملی فوتبال امارات متحده عربی و همچنین تیم الجزیره میباشد. 
مبخوت سابقه گلزنی به تیم های استقلال ، پرسپولیس ذوب‌آهن و پاس تهران را در کارنامه خود دارد. وی در سال ۲۰۱۵ موفق به کسب مقام سوم جام ملت های آسیا و همچنین آقای گلی این

## زندگي شخصی
علی مبخوت متولد ۵ اکتبر ۱۹۹۰ در امارات میباشد، اما وی اصالتا ایرانی می باشد. 